# Liste des personnalités québécoises indépendantistes
 (septembre 2014).
Si vous disposez d'ouvrages ou d'articles de référence ou si vous connaissez des sites web de qualité traitant du thème abordé ici, merci de compléter l'article en donnant les références utiles à sa vérifiabilité et en les liant à la section « Notes et références ».
Cette liste recense les différentes personnalités politiques ayant soutenu la voie de la souveraineté du Québec ainsi que les personnalités et les militants célèbres s'étant clairement définis comme étant indépendantistes.

## Personnalités politiques

### Personnalités politiques québécoises
Voir: Personnalités du Parti québécois
- Jean-François Lisée (ancien chef)
- René Lévesque (ancien chef fondateur)
- Pierre-Marc Johnson (ancien chef)
- Guy Chevrette (ancien chef par intérim)
- Jacques Parizeau (ancien chef)
- Lucien Bouchard  (ancien chef)
- Bernard Landry (ancien chef)
- André Boisclair (ancien chef)
- Pauline Marois (ancienne chef)
- Louise Harel (ancienne chef par intérim)
- Maxime Arseneau (ancien député)
- Denise Beaudoin (ancienne député)
- Stéphane Bédard (député)
- Stéphane Bergeron (député)
- Louis Bernard (ancien candidat à la chefferie et haut fonctionnaire dans le parti)
- Guy Bertrand (célèbre avocat et un des fondateurs)
- Rosaire Bertrand (ancien député)
- Camil Bouchard (ancien député)
- Claude Boucher (ancien député)
- Alexandre Bourdeau (ancien député)
- Jocelyne Caron (ancienne députée)
- Noëlla Champagne (ancienne députée)
- Jean-Pierre Charbonneau (ancien député)
- Solange Charest (ancienne députée)
- Jacques Côté (ancien député)
- Claude Cousineau (député)
- Pierre Curzi (ancien député)
- Serge Deslières (ancien député)
- Léandre Dion (ancienne députée)
- Rita Dionne-Marsolais (ancienne députée)
- Danielle Doyer (ancien député)
- Pierre Dubuc (ancien candidat à la chefferie)
- Marjolain Dufour (députée)
- Joseph Facal (ancien député)
- François Gendron (député)
- Nicolas Girard (ancien député)
- Daniel Goyer (candidat)
- Véronique Hivon (ancien députée)
- Normand Jutras (ancien député)
- Lisette Lapointe (ancienne députée)
- Ghislain Lebel (ancien candidat à la chefferie et ancien député bloquiste)
- Elsie Lefebvre (ancienne députée)
- Richard Legendre (député et ancien candidat à la chefferie)
- Nicole Léger (ancienne députée)
- Guy Lelièvre (ancien député)
- Diane Lemieux (ancienne députée)
- Michel Létourneau (ancien député)
- Yvan Loubier (candidat)
- Agnès Maltais (députée)
- Michel Morin (ancien député)
- Jean Ouimet (ancien candidat à la chefferie)
- Sylvain Pagé (ancienne députée)
- Lucie Papineau (ancienne députée)
- Gilbert Paquette (ancien candidat à la chefferie)
- Claude Pinard (ancien député)
- Lorraine Richard (députée)
- Monique Richard (ancienne présidente)
- Hélène Robert (ancien député)
- Sylvain Simard (député)
- Jean-Claude St-André (député et ancien candidat à la chefferie)
- Paul St-Pierre Plamondon (chef actuel)
- Luc Thériault (ancien député)
- Stéphan Tremblay (ancien député)
- Daniel Turp (ancien député)
- Jonathan Valois (ancien député)
- Cécile Vermette (ancien député)

### Personnalités politiques duBloc québécois
Voir: Personnalités du Bloc québécois
- Hélène Alarie (ancienne députée)
- Guy André (ancien député)
- Gérard Asselin (ancien député)
- Claude Bachand (bloquiste) (ancien député)
- Vivian Barbot (ancienne députée et présidente par intérim du Bloc Québécois en 2011)
- Josée Beaudin (ancienne député)
- Richard Bélisle (ancien député)
- André Bellavance (ancien député)
- Michel Bellehumeur (ancien député)
- Maurice Bernier (ancien député)
- Yvan Bernier (ancien député)
- Yves-François Blanchet (chef du parti)

### Autres personnalités politiques
- Jean-Martin Aussant (fondateur du parti Option nationale)
- Jacques Bellemare (fondateur du RIN)
- Pierre Bourgault (ancien président du RIN et journaliste)
- Marcel Chaput (fondateur du RIN)
- André d'Allemagne (fondateur du RIN)
- Françoise David (ancienne porte-parole de Québec Solidaire)
- Marc Demers (maire de la ville de Laval)
- Amir Khadir ( ancien porte-parole de Québec Solidaire)
- Jean-Paul L'Allier (ancien maire de la ville de Québec)
- Gérald Larose
- Régis Labeaume (maire de la ville de Québec)
- Sol Zanetti (chef du parti Option nationale)

## Chanteurs
- Mes Aïeux (groupe de musique)
- Alexandre Belliard (auteur-compositeur-interprète)
- Daniel Boucher (chanteur)
- Capitaine Révolte (chanteur)
- Robert Charlebois (chanteur)
- La Chicane (Dany Bédar) (groupe de musique)
- Les Colocs (groupe de musique engagé)
- Les Cowboys Fringants (groupe de musique engagé)
- Denis Fuck The World (groupe de musique)
- Richard Desjardins (chanteur)
- Dobacaracol (groupe de musique engagé)
- Claude Dubois (chanteur)
- Diane Dufresne (chanteuse)
- Raoul Duguay (chanteur)
- Yves Duteil (chanteur)
- Harmonium (Serge Fiori) (groupe de musique )
- Jean-Pierre Ferland (chanteur)
- Louise Forestier (chanteuse)
- Guérilla (groupe de musique)
- Pauline Julien (chanteuse)
- Éric Lapointe (chanteur)
- Mike Larock (Chanteur)
- Plume Latraverse (chanteur)
- Félix Leclerc (chansonnier)
- Lynda Lemay (auteur, compositeur, interprète)
- Claude Léveillée (chanteur)
- Raymond Lévesque (chanteur)
- Loco Locass (groupe de musique)
- Luck Mervil (chanteur)
- Michel Pagliaro (chanteur)
- Fred Pellerin (chanteur)
- Yann Perreau (chanteur)
- Paul Piché (chanteur)
- Michel Rivard (chanteur)
- Chloé Sainte-Marie (chanteuse)
- Richard Séguin (chanteur)
- Gilles Vigneault (chansonnier)
- Émile Bilodeau (chanteur)
- Manu Militari (rappeur)

## Poètes/Écrivains
- Hubert Aquin
- Yanick Barrette
- Pierre-Luc Bégin
- René Boulanger
- Jacques Brault (poète, romancier, essayiste)
- Michel Garneau (écrivain, chansonnier)
- Claude Jasmin
- Étienne Lalonde
- Gaston Miron
- Wilfrid Morin, (1900-1941)
- Yves Préfontaine (écrivain, poète)
- Émile Roberge
- Michel Tremblay
- Pierre Vallières (voir membre FLQ (plus bas))

## Comédiens/Animateurs/Humoristes
- Emmanuel Bilodeau (acteur)
- Yvon Deschamps (humoriste)
- Yves Desgagnés (comédien)
- Michel Desrochers (animateur)
- Jean Duceppe (acteur, animateur et père de Gilles Duceppe)
- Annette Garant (actrice)
- Claude Gauthier (comédien et chanteur)
- Patrick Groulx (humoriste)
- Louis-José Houde (humoriste)
- Patrick Huard (humoriste, acteur, scénariste et réalisateur)
- Guy Jodoin (animateur)
- Marc Labrèche (acteur)
- Lucie Laurier (actrice)
- Guy A. Lepage (humoriste, comédien, animateur)
- Robert Lepage (homme de théâtre)
- Martin Matte (humoriste)
- Luc Picard (acteur)
- Julien Poulin (comédien)
- Guylaine Tremblay (comédienne)
- Denis Trudel (acteur)
- Dany Turcotte (humoriste, animateur)
- Serge Turgeon (acteur)
- Guillaume Wagner (humoriste)
- Kim Lizotte (humoriste)
- François L'Écuyer  (acteur)
- Guy Nantel (humoriste et candidat défait à la direction du Parti québécois de 2020)

## Scénaristes/Réalisateurs/Journalistes/Chroniqueurs
- Simon Beaulieu (réalisateur)
- Mathieu Bock-Côté (chroniqueur)
- Patrick Bourgeois (journaliste)
- Pierre Falardeau (réalisateur engagé)
- Jules Falardeau (réalisateur engagé)
- Pascale Ferland (réalisatrice)
- Pierre Foglia (chroniqueur)
- Steve Fortin (chroniqueur)
- Gérald Godin (écrivain)
- Josée Legault (chroniqueuse)
- Robin Philpot (journaliste)
- Félix Rose (réalisateur)

## Membres du Front de libération du Québec
- Alain Allard
- Mario Bachand
- Lise Balcer
- Richard Bizier
- Marc Carbonneau
- Pierre Charette
- Jacques Cossette-Trudel
- Cyriaque Delisle
- Charles Gagnon (cofondateur du réseau Vallières-Gagnon)
- Pierre-Paul Geoffroy (fondateur et dirigeant Réseau Geoffroy)
- Jacques Giroux
- Edmond Guénette
- Nigel Hamer
- Gabriel Hudon (cofondateur du premier réseau)
- Robert Hudon
- Michel Lambert
- Denis Lamoureux
- Jacques Lanctôt
- Louise Lanctôt
- Yves Langlois
- Bernard Lortie
- Paul Rose
- Jacques Rose
- Normand Roy
- François Schirm
- Pierre Schneider (Corédacteur du manifeste d'avril 1963 et collaborateur du journal La Cognée)
- Georges Schoeters (cofondateur du premier réseau)
- Francis Simard
- Pierre Vallières (cofondateur du réseau Vallières-Gagnon)
- Raymond Villeneuve (cofondateur du premier réseau)

## Hommes d'affaires
- Pierre Péladeau (fondateur de Québecor)
- Pierre Karl Péladeau
- Claude Béland (avocat et ancien président du Mouvement Desjardins, 5e coopérative bancaire mondiale)

## Autres
- Robert Lemieux (avocat)
- Guy Rocher (sociologue)
- Jocelyne Robert (sexologue)
- Rose Rose (militante)
- Marcel Tessier (historien)
- Réjean Thomas (médecin)
- Armand Vaillancourt (sculpteur)